# Bilyana Zhivkova Dudova
Bilyana Zhivkova Dudova, née le 1er août 1997, est une lutteuse bulgare.

## Palmarès

### Championnats du monde
- Médaille d'or dans la catégorie des moins de 59 kg en 2022
- Médaille d'argent dans la catégorie des moins de 57 kg en 2018

### Championnats d'Europe
- Médaille d'or dans la catégorie des moins de 59 kg en 2021
- Médaille d'or dans la catégorie des moins de 59 kg en 2019
- Médaille d'or dans la catégorie des moins de 57 kg en 2018
- Médaille d'or dans la catégorie des moins de 55 kg en 2017
- Médaille d'argent dans la catégorie des moins de 59 kg en 2020
- Médaille de bronze dans la catégorie des moins de 62 kg en 2023

### Championnats d'Europe des moins de 23 ans
- Médaille d'or dans la catégorie des moins de 59 kg en 2018

### Championnats d'Europe juniors
- Médaille de bronze dans la catégorie des moins de 55 kg en 2016[1].